# Benilde ou A Virgem Mãe
Benilde ou A Virgem Mãe é um filme de 1975 realizado por Manoel de Oliveira
O filme baseou-se na peça de teatro homónima de 1958 de José Régio no Porto. Foi levada à cena pela primeira vez no dia 25 de Novembro de 1947, no Teatro Nacional D. Maria II, com Maria Barroso (1925-2015) no papel de Benilde e Augusto de Figueiredo (1910-1981) como Eduardo.

## Elenco
- Maria Amélia Aranda - Benilde
- Jorge Rolla - Eduardo, primo de Benilde
- Jacinto Ramos - Dr. Fabrício, médico
- Maria Barroso - Genoveva, criada
- Varela Silva - Estevão Melo Cantos, pai de Benilde
- Glória de Matos - Etelvina, mãe de Eduardo
- Augusto de Figueiredo - Padre Cristóvão

## Enredo
Benilde é uma jovem que vive na companhia de um pai misantropo, Estevão Melo Cantos, e de Genoveva, uma velha e dedicada criada, num recôndito monte alentejano. A mãe dela teria morrido louca e a própria Benilde tem comportamentos estranhos: uma forte tendência para o misticismo e acessos de sonambulismo, que a levam a passeios nocturnos pelo jardim da casa. A criada teme que Benilde esteja a enlouquecer e, ainda por cima, possa estar grávida. Pede a comparência do padre Cristóvão, a quem confiara os seus receios, e do Dr. Fabrício, o médico de família. Este examina Benilde e confirma as desconfianças de Genoveva. Tal facto gera o pânico, natural num âmbito de profundo respeito pela religião católica em que Benilde fora educada, e pelas regras que a sociedade burguesa impõe, quer de natureza moral quer social. Benilde só encontra como explicação para o seu estado a intervenção divina. O padre Cristóvão, confessor de Benilde, acredita na pureza da jovem e no poder de Deus.
Benilde está noiva de Eduardo, filho da sua tia Etelvina, irmã de Melo Cantos, uma lisboeta mundana e pragmática. Etelvina confronta Benilde, e tenta saber quem é o pai da criança, supostamente algum amante episódico, que não Eduardo. Para criar alguma empatia, chega a confessar à sobrinha que ela própria na juventude tinha sido um pouco leviana. Benilde nega ter tido intimidade com homens. Etelvina não acredita e, ouvindo os urros de um vagabundo idiota que ronda insistentemente a casa, teme, horrorizada, que este possa ser o responsável pela gravidez de Benilde.
Surge o primo Eduardo, que fica desgostoso quando Benilde lhe diz que lhe é impossível casar com ele e que está grávida por motivo divino. Ofendido, agride Benilde, mas depois acaba por acreditar na noiva, por quem continua apaixonado. Chega a mentir, dizendo que um dia se aproveitara do sonambulismo de Benilde para abusar da sua inocência, para grande aborrecimento do pai da noiva. O misticismo de Benilde sobrepõe-se, descrevendo que lhe acontecera algo semelhante à Imaculada Conceição. Eduardo não a quer abandonar, insistindo no casamento, mesmo que seja casto. Entretanto, Benilde sente-se mal e pressente que morrerá em breve. Enquanto Benilde é levada para o quarto pela tia e pela criada, Eduardo, desolado, temendo pela vida da noiva, fica sentado na sala, junto do padre que o tenta confortar. E, olhando o vazio, balbuciando, repete o que Benilde lhe dissera antes: «Havemos de tornar a ver-nos...»